# Det ensomme træ i Ténéré
17°45′00″N 10°04′00″Ø / 17.75000°N 10.06667°Ø
Det ensomme træ i Ténéré (fransk: L'Arbre du Ténéré) var et akacietræ i Ténéré-ørkenen i Niger, der blev opfattet som det mest isolerede træ på Jorden, med en afstand på 400 km til det nærmeste andet træ. Træet var et vigtigt pejlemærke på karavaneruter gennem Ténéré-området i Sahara i det nordøstlige Niger. Træet var så velkendt, at det sammen med Arbre Perdu ("Det forsvundne træ") nordfor er de eneste træer, der har optrådt på et kort i skala 1:4.000.000. Det ensomme træ lå i nærheden af en næsten 40 m dyb brønd. Træet blev kørt ned af en fuld lastbilchauffør i 1973.

## Baggrund
Det ensomme træ var det sidste tilbageværende træ fra en akacielund, der lå på stedet, før ørkenen for alvor tog over. Træet havde stået ensomt i årtier. I vinteren 1938-39 blev der gravet en brønd tæt ved træet, og da blev det konstateret, at træets rødder rakte ned til vand i omkring 35 m dybde.
Den franske officer Michel Lesourd så træet 21. maj 1939:
| Citat | Man er nødt til at se træet for at tro, at det findes. Hvad er dets hemmelighed? Hvordan kan det overleve trods talrige kamelers trampen ved dets side? Hvordan går det til, at der på en af azalaierne ikke er en kamel, der slipper løs og æder dets blade og torne? Hvorfor er der ikke nogen af de mange tuareger med saltkaravanerne, der hugger grene af det til at lave bål til deres te? Det eneste svar herpå er, at træet er tabu og opfattes sådan af karavanefolkene. Der er en slags overtro, en stammeorden der altid skal overholdes. Hvert år samles azalaierne om træet, før de gør klar til at krydse Ténéré-ørkenen. Akacien er blevet et levende fyrtårn; det er det første, eller det sidste, pejlemærke for azalaien, der forlader Agadez på vej mod Bilma, eller omvendt. | Citat |
|       | |       |

Den franske etnolog Henri Lhote beskriver i sin bog L'épopée du Ténéré sine to ture til Det ensomme træ i Ténéré. Hans første besøg var i 1934 i forbindelse med, at den første bil krydsede ørkenen fra Djanet til Agadez. Han beskriver træet som "en akacie med en forkrøblet stamme, der virker sygt. Ikke desto mindre har træet fine grønne blade og nogle gule blomster." Han vendte tilbage til træet 25 år senere, 26. november 1959 med en af Berliet-Ténéré-ekspeditionerne og kunne her konstatere, at træet var stærkt beskadiget, efter at et køretøj havde ramt det:
| Citat | Før var dette træ grønt og blomstrende; nu er det farveløst tornet og nøgent. Jeg kan ikke genkende det – det havde to separate stammer, nu har det kun et og en stump på siden, forrevet frem for afskåret i omkring en meters højde. Hvad er der dog sket med det stakkels træ? Jo, det er ganske enkelt en lastbil på vej til Bilma, der har ramt det... men der var nok plads til at undgå det... det tabubelagte, hellige træ, som ingen nomade ville have turdet skade med sine hænder... dette træ er blevet offer for mekanik... | Citat |
|       | |       |

## Træets endeligt og erstatning
Det ensomme træ blev ramt én gang til af en lastbil, denne gang ført af en fuld libysk chauffør i 1973. 5. november 1973 blev det udgåede træ ført til Nigers Nationalmuseum i hovedstaden Niamey.
Senere er på stedet, hvor det ensomme træ voksede, opsat en simpel metalskulptur, repræsenterende træet. 

## Træet i populærkulturen
Skulpturen, der repræsenterer Det ensomme træ og dets historie, har en fremtrædende plads i filmen La gran final ("Den store kamp", 2006). Heri søger en gruppe tuareger desperat i ørkenen af finde et elstik, så de i deres transportable tv kan se VM-finalen i fodbold 2002, og hvor de ender med at bruge skulpturen som antenne.